# هیگون (بازیکن فوتبال)
هیگون (به پرتغالی: Hegon Henrique Martins de Andrade) هافبک اهل برزیل است که در شهر Palhoça و در تاریخ ۶ مهٔ ۱۹۸۸ به دنیا آمده‌است.
هیگون در تیم‌های فوتبال Avaí سابقهٔ حضور دارد.